# Die drei Tage des Condor
Die drei Tage des Condor ist ein US-amerikanischer Politthriller bzw. Agentenfilm aus dem Jahr 1975,  gedreht nach dem Roman Die 6 Tage des Condor (Originaltitel: Six Days of the Condor, 1974) von James Grady. Produziert wurde der Film von Stanley Schneider, Regie führte Sydney Pollack. Alternativtitel ist Treffpunkt Mitternacht C.I.A.
Der Film verstieß gegen übliche Genre-Konventionen und dekonstruierte den klassischen Thriller, in dem Staatsdiener gegen Gesetzesbrecher kämpfen. Hier wurden staatliche Autoritäten infrage gestellt, sodass dieser Film dem  „New Hollywood“ zuzurechnen ist.

## Handlung
Joseph Turner ist einer von acht Mitarbeitern des Nachrichtendienstes CIA, die in einer als American Literary Historical Society getarnten New Yorker Dienststelle arbeiten. Sie sind damit befasst, internationale Literatur zu sichten und danach auszuwerten, ob darin Strategien und Hinweise enthalten sind, die für die CIA von Nutzen sein könnten.
Als Turner – Deckname „Condor“ – eines Tages in der Mittagszeit von einer kurzen Besorgung ins Büro zurückkehrt, findet er dort sämtliche Kollegen erschossen und die Räume in völliger Verwüstung vor. Aus der Schublade der Empfangssekretärin nimmt er deren Pistole an sich und verlässt das Büro. Den wegen Krankheit nicht anwesenden siebten Kollegen findet er erschossen zuhause in dessen Wohnung. Die Rückkehr in seine eigene bricht er ab, als er von seiner Vermieterin, die er vor dem Haus antrifft, beiläufig darüber informiert wird, dass zwei Freunde in seiner Wohnung auf ihn warten. Er muss nun, bevor man ihn als einzigen Überlebenden der Gruppe ebenfalls beseitigen wird, herausfinden, wer diesen Anschlag durchgeführt hat und warum. Bei dem Versuch, mit dem Hauptquartier der CIA in Langley Verbindung aufzunehmen, um Anweisungen und Schutz zu erhalten, entkommt Turner nur knapp einem Mordanschlag. Dabei schießt er den ihm unbekannten Attentäter an, und dieser wiederum erschießt den zur Vertrauensbildung mitgebrachten und Turner bekannten Kollegen Sam – Turner flüchtet. Spätestens jetzt stellt sich also heraus, dass CIA-Agenten für den Anschlag verantwortlich sind.
Turner, der keine Erfahrung im Außendienst hat, muss improvisieren und zwingt ein Zufallsopfer, die Fotografin Kathy Hale, mit seiner Waffe, ihn in ihrem Wagen mitzunehmen, um sich vorläufig in ihrer Wohnung verstecken zu können, die sich in Brooklyn befindet. Nach kurzer Ruhepause fesselt und knebelt er sie, lässt sie in ihrer Wohnung zurück und nimmt sich ihr Auto. Als er die infolge der bisherigen Vorgänge ebenfalls gefährdete und noch ahnungslose Frau des erschossenen Kollegen befragen und in Sicherheit bringen will, steht er dem auf ihn angesetzten Mörder im Aufzug gegenüber und wird von diesem sogar freundlich angesprochen. Er erkennt instinktiv die von dem Mann ausgehende Gefahr und kann mit viel Glück und einer List in Kathys Auto entkommen. Der Mörder liest jedoch mit einem Zielfernrohr das Kennzeichen des Autos. Turner kehrt in Hales Wohnung zurück, befreit sie und zwingt sie dazu, am Telefon ihren auf sie in Vermont zum Skifahren wartenden Freund zu vertrösten. Turner und Hale beginnen eine Liebesbeziehung. Nach gemeinsam verbrachter Nacht erscheint am nächsten Morgen ein als Paketbote getarnter Killer in Kathys Wohnung. Er wird nach einem heftigen Kampf von Turner getötet.
Kathy hilft ihm herauszufinden, wer die Person innerhalb der CIA ist, mit der er bereits telefonierte, um Schutz zu erhalten. Es handelt sich um Higgins, einen undurchsichtigen hohen Mitarbeiter der CIA in New York. Kathy und Turner entführen Higgins aus einem Restaurant und befragen ihn mit mäßigem Ergebnis. Higgins versucht danach, von innerhalb der CIA die Vorgänge zu verstehen. Schließlich findet Turner heraus, dass die Auslöschung der American Literary Historical Society von Leonard Atwood veranlasst wurde, einem anderen hohen CIA-Mitarbeiter in Langley. Als Turner diesen in seiner Wohnung aufsucht und zur Rede stellt, versteht er plötzlich, dass der in einer von Turner verfassten Literaturanalyse eine Gefahr für seine Planspiele einer Invasion der USA in Ölstaaten des Nahen Ostens oder in Venezuela sah. Überraschend erscheint dort auch Joubert, der Auftragsmörder, der Turner zwar entwaffnet, dann aber nicht ihn, sondern Atwood, seinen früheren Auftraggeber, erschießt, der inzwischen selbst in Ungnade gefallen ist. Joubert drückt dem toten Atwood anschließend seine Pistole in die Hand, so dass es wie Selbstmord aussieht. Joubert lässt Turner unbehelligt und rät ihm, nach Europa zu gehen, das wäre jedenfalls seine Wahl. Als er hört, dass Turner in den USA bleiben will, gibt er ihm dessen Pistole zurück.
Turner, der aufgrund seiner Erkenntnisse nach wie vor in Lebensgefahr ist, kontaktiert wieder Higgins und trifft sich in New York mit ihm auf offener Straße. Er eröffnet ihm, dass er die ganze Geschichte an die New York Times weitergegeben habe. Allerdings fragt ihn Higgins, ob er sich sicher ist, dass die Zeitung den Artikel auch tatsächlich veröffentlichen werde. Turner bejaht, verlässt Higgins und verschwindet im Straßengetümmel. Die Unsicherheit bleibt.

## Produktion

### Drehorte
Three Days of the Condor wurde an folgenden Drehorten aufgenommen (in der Reihenfolge des Erscheinens im Film; alle in Manhattan, New York City, sofern nicht anders angegeben):
- 7th Avenue South (Turner fährt zur Arbeit)
- 55 East 77th Street (American Literary Historical Society, Turners Arbeitsplatz)
- Candy Shop, 1226 Lexington Avenue and East 83rd Street (Restaurant)
- East 77th Street and Madison Avenue (Flucht aus dem Büro)
- East 76th Street and Madison Avenue (Turner in einer Telefonzelle)
- Central Park
- Solomon R. Guggenheim Museum
- World Trade Center (New Yorker Büros der CIA)
- Lincoln Memorial, Washington, D.C.
- 485 West 22nd Street (Turners Apartment)
- Riverside Drive and West 122nd Street (Turner in einer Telefonzelle)
- The Ansonia (Treffen mit Sam und Wicks)
- Broadway (Flucht und Entführung von Kathy)
- Washington National Airport bei Washington, D.C.
- 9 Cranberry Street, Brooklyn Heights (Kathys Apartment)
- Brooklyn Bridge
- 20 Maiden Lane (McCoy’s Restaurant, Entführung von Higgins)
- East River Lane, Wards Island (Turner befragt Higgins)
- Holiday Inn, 440 West 57th Street and 9th Avenue
- 240 East 38th Street (New York Telephone Building)
- Hoboken Terminal, Hoboken, New Jersey (Abschied von Kathy)
- New York Institute of Technology, de Seversky Mansion, Old Westbury (Atwoods Haus)
- The New York Times Company, 229 West 43rd Street (Schlussszene)

## Soundtrack
Wenn nicht ausdrücklich anders angegeben, stammen alle Titel von Dave Grusin.
1. Condor! (Theme from 3 Days of the Condor) – 3:35
2. Yellow Panic – 2:15
3. Flight of the Condor – 2:25
4. We’ll Bring You Home – 2:24
5. Out to Lunch – 2:00
6. Goodbye for Kathy (Love Theme from 3 Days of the Condor) – 2:16
7. I’ve Got You Where I Want You (Grusin/Bahler; sung by Jim Gilstrap) – 3:12
8. Flashback to Terror – 2:24
9. Sing Along with the C.I.A. – 1:34
10. Spies of a Feather, Flocking Together (Love Theme from 3 Days of the Condor) – 1:55
11. Silver Bells (Livingstone/Evans; Vocal: Marti McCall) – 2:37
12. Medley: a) Condor! (Theme); b) I’ve Got You Where I Want You – 1:57

## Kritiken
„Der ebenso intelligente wie spannende Polit-Thriller verweist kritisch auf die fragwürdige Rolle eines Geheimdienstes, der Gefahr läuft, den Staat, den er eigentlich schützen sollte, mit totalitären Tendenzen zu verseuchen.“

„Der Film […] bezieht den Hauptteil seiner Spannung vor allem daraus, daß er den Zuschauer bis zum Schluß im Ungewissen beläßt, ihm Informationen regelrecht vorenthält. Gleichwohl ist Pollacks Film […] ein anerkennenswerter Versuch darzustellen, daß Macht und Moral auch und gerade in einer sich demokratisch nennenden Gesellschaft wenig gemein haben.“

„Der subtile, bissige Plot greift das Misstrauen der amerikanischen Bevölkerung gegenüber den Sicherheitsbehörden und der Regierung nach der Watergate-Affäre auf und reflektiert auf kritische Weise die undurchsichtige Haltung politischer Institutionen.“

„Fazit: Ein Klassiker des 70er-Paranoiakinos“

## Auszeichnungen (Auswahl)
- 1976: Nominierung für den Oscar in der Kategorie Bester Schnitt
- 1976: Edgar Allan Poe Award: Bester Film
- 1976: Cartagena Film Festival: Bester Darsteller Max von Sydow
- 1976: David di Donatello Awards: Special David, Sydney Pollack, für die Regie
- 1976: Kansas City Film Critics Circle Awards: Bester Nebendarsteller Max von Sydow
- 1976: Motion Picture Sound Editors: Golden Reel Award – bester Sound
- 1976: Nominierung: Cartagena Film Festival: Golden India Catalina – bester Film
- 1976: Nominierung: Golden Globe Awards: Beste Darstellerin Faye Dunaway
- 1976: Nominierung: Grammy Awards – Grammy Award für den besten komponierten Soundtrack

## Fernsehserie
Im Jahr 2018 wurde die zehnteilige Fernsehserie Condor ausgestrahlt, die auf dem Buch und dem Film basiert.